# Olympische Winterspiele 2006/Teilnehmer (Moldau)
| Gelbes Symbol für Goldmedaillen mit stilisierten Olympischen Ringen | Graues Symbol für Silbermedaillen mit stilisierten Olympischen Ringen | Braundes Symbol für Bronzemedaillen mit stilisierten Olympischen Ringen |
| ------------------------------------------------------------------- | --------------------------------------------------------------------- | ----------------------------------------------------------------------- |
| —                                                                   | —                                                                     | —                                                                       |

Republik Moldau nahm an den Olympischen Winterspielen 2006 im italienischen Turin mit einer Delegation von sieben Athleten teil.

## Flaggenträger
Die Biathletin Natalia Levcencova trug die Flagge Moldaus sowohl während der Eröffnungs- als auch bei der Schlussfeier.

## Teilnehmer nach Sportarten

### Biathlon
Damen:
- Valentina Ciurina
7,5 km Sprint: 81. Platz
- Elena Gorohova
7,5 km Sprint: 68. Platz
- Natalia Levcencova
15 km Einzel: 8. Platz
7,5 km Sprint: 41. Platz
10 km Verfolgung: 23. Platz
12,5 km Massenstart: 21. Platz

Herren:
- Mihail Gribușencov
20 km Einzel: nicht in der Startliste
10 km Sprint: 81. Platz

### Ski Nordisch
Damen:
- Elena Gorohova
15 km Verfolgung: nicht in der Startliste
Sprint: 62. Platz

Herren:
- Sergiu Balan
Sprint: nicht in der Startliste
- Ilie Bria
Sprint: 77. Platz
15 km Verfolgung: nicht in der Startliste

### Rodeln
Herren:
- Bogdan Macovei
Einsitzer: 30. Platz